# لامين دياوارا (لاعب كرة سلة)
لامين دياوارا (بالفرنسية: Lamine Diawara) (22 يناير 1971 بباماكو في مالي - ) هو لاعب كرة سلة مالي في مركز الوسط.

## وصلات خارجية
- لامين دياوارا على موقع الاتحاد الدولي لكرة السلة (الإنجليزية)
- لامين دياوارا على موقع كرة السلة الأوروبية.كوم (الإنجليزية)
- لامين دياوارا على موقع ريلجم (الإنجليزية)